# 伊耶
伊耶（法語：Ilhet）是法国上比利牛斯省的一个市镇，属于巴涅雷德比戈尔区（Bagnères-de-Bigorre）阿尔罗县（Arreau）。该市镇总面积8.02平方公里，2009年时的人口为130人。

## 人口
伊耶人口变化图示